# 以上・以下
以上（いじょう）とは、ある「基準となる値」に対し「同等であるか、それよりも上である」ことを意味し、以下（いか）とは、ある「基準となる値」に対し「同等であるか、それよりも下である」ことを意味する。
「○○以上」「○○以下」は○○を含む数値である。
類似表現として「超」「未満」がある。「以上」「以下」「超」「未満」いずれも複数のものを比較した場合の大小関係を表す表現である。大小関係を表現する場合には、それぞれの語の用法の混同に注意が必要である。

## 概要
数量を限定する場合、数詞と助数詞または割合を示す数を伴うことが通例であり、「以上」「以下」の表現においては「基準となる値」を含めた意味となる。
すなわち、
「以上」とは、ある「基準となる値」に対し「同等であるか、それよりも上である」こと
「以下」とは、ある「基準となる値」に対し「同等であるか、それよりも下である」こと
をそれぞれ意味する。「基準となる値」には主に具体的な数値や数量が用いられる。
一方、基準となる値を含まない大小関係を表す場合には、「以上」「以下」での表現は用いられず、
「それよりも上である」を表す場合には、「以上」ではなく「より大きい」または「超（ちょう）」
「それよりも下である」を表す場合には、「以下」ではなく「より小さい」または「未満（みまん）」
と表現する。
人数で例えると、
「100人以上」は「100人〜（それよりも多い人数）」を意味し、「基準値（100人）」を含める
「100人超」は「101人〜（それよりも多い人数）」を意味し、「基準値（100人）」を含めない
となり、同じように、
「100人以下」は「0〜100人」を意味し、「基準値（100人）」を含める
「100人未満」は「0〜99人」を意味し、「基準値（100人）」を含めない
となる。
| 大小の比較を表す表現 （不等号記号） | 大小の比較を表す表現 （不等号記号） | 基準となる値に対し | 基準となる値に対し | 基準となる値に対し | 基準となる値に対し |
| 大小の比較を表す表現 （不等号記号） | 大小の比較を表す表現 （不等号記号） | 下である / 小さい  | 下である / 小さい  | 上である / 大きい  | 上である / 大きい  |
| ----------------------------------- | ----------------------------------- | ------------------ | ------------------ | ------------------ | ------------------ |
| 基準となる値を                      | 含む                                | 以下               | （≦）              | 以上               | （≧）              |
| 基準となる値を                      | 含まない                            | より小さい / 未満  | （<）              | より大きい / 超    | （>）              |

数学では「以上」及び「以下」を意味する記号として「不等号記号（≧, ≦）」を用いて表現し、
「（AはB）以上である」を「A≧B」（通俗的に「エーだいなりイコールビー」と読む）
「（AはB）下である」を「A≦B」（通俗的に「エーしょうなりイコールB」と読む）
と表す。
また、「より大きい」及び「より小さい」を意味する記号として「不等号記号（＞, ＜）」を用いた表現では、
「（AはBに比べて）より大きい」を「A＞B」（通俗的に「エーだいなりビー」と読む）
「（AはBに比べて）より小さい」を「A＜B」（通俗的に「エーしょうなりビー」と読む）
と表す。
法律用語でも、場合には数学と同様、「以上」の代わりに「超」、「以下」の代わりに「未満」を用いるが、「超」の場合はまれに「超過」（例：「制限速度の超過」 等）と表現することもある。
具体例
携帯電話の料金プランで「20GB以下は1980円、20GBを超えたら2980円」という料金体系である場合、「20GBまで」であれば「料金は1980円」が適用されるという意味になる。この場合に「20GB『以上』なら2980円」とする説明は誤りとなる。なぜなら「20GB『以上』」の表現では「20GB」も含めることになるからである。

### 大小関係の対偶表現・否定表現
ある2つのものAとBの大小関係を比較する場合を考える。
（基準となる値）Bに対してAの大小を示す表現が「以上」「以下」である場合、対偶としてAとBの主従を逆にした表現、つまり、（基準となる値）Aに対してBの大小を示す表現では「より小さい（未満）」「より大きい（超）」が対応する表現となる。
「Aは基準値B以上である」の対偶は「基準値BはAより小さい（未満である）」 であり、「A以下である」とはならない。
「Aは基準値B以下である」の対偶は「基準値BはAより大きい（超である）」であり、「A以上である」とはならない。
同様に、（基準となる値）Bに対してAの大小を示す表現が「より大きい」「より小さい」である場合、対偶としてAとBの主従を逆にした表現、つまり、（基準となる値）Aに対してBの大小を示す表現では「以下」「以上」が対応する表現となる。
「Aは基準値Bより大きい」の対偶は「基準値BはA以下である」であり、「Aより小さい」とはならない。
「Aは基準値Bより小さい」の対偶は「基準値BはA以上である」であり、「Aより大きい」とはならない。
このように、大小関係の対偶表現を考える場合には「基準となる値」が含まれるか否かに注意する必要がある。
また、ある2つのものAとBの大小関係を比較する「より大きい」「より小さい」という表現に対し、否定の意味を加えた表現として「より大きくない」「より小さくない」のように表される場合がある。
基準となる値についての特段の説明がない場合、それぞれの表現は、
「Aは基準値Bより大きくない」は「基準値BはA以上である」
「Aは基準値Bより小さくない」は「基準値BはA以下である」
となる。同様に、
「Aは基準値B以上ではない」は「基準値BはAより大きい」
「Aは基準値B以下ではない」は「基準値BはAより小さい」
となる。
このように、大小関係の否定表現を用いる場合には「基準となる値」が含まれるか否かに注意する必要がある。

### 日本国での文化感による、意味の差異
数量を限定する場合以外の用法として、「期待__の大活躍」や「君__の実力がある」などのように、数詞と助数詞もしくは割合を示す数を伴わず、基準と比較してそれより上または下の段階や程度であることを表す場合もある。
この用法では、具体的な段階やクラスについては基準を含む。「銀メダル以上確定」という場合は金・銀両方のメダルを指すし、「中学以下で教わる漢字」は義務教育で教わる漢字の意味である。一方、程度やレベルといった抽象的な比較では、「人間以上の神業」「芸術以下の駄作」は「人間を超える…」「芸術未満の…」の意味であり、基準を含まない。
古典語では、「以上」や「以下」に基準となる数量を含むか否かは必ずしも厳密ではない（例：御目見以上・御目見以下）。
数学ではかつては、以上及び以下という表記であっても基準となる数量を含まないものもあり厳密ではなく、最近においてもこれらの区別がルーズに用いられる事もある事から、等号を含まない場合はその事を強調する為に「真に大きい」、「真に小さい」と表現する場合もある。
法律用語でも、明治初期には、現代と異なる使い分けが定められたこともある。